# John Tait
John Bernard Tait (Phoenix, 26 gennaio 1975) è un ex giocatore di football americano statunitense che ha militato nel ruolo di offensive tackle nella National Football League.

## Biografia
Dopo avere giocato a football al college alla Brigham Young University dove fu premiato come All-American, Tait fu scelto come 14º assoluto nel Draft NFL 1999 dai Kansas City Chiefs, il giocatore di BYU selezionato più in alto dai tempi di Shawn Knight nel 1987. Divenuto titolare a partire dalla sua seconda stagione, rimase ai Chiefs fino al 2003. L'anno seguente firmò coi Chicago Bears un contratto di sei anni del valore di 34 milioni di dollari. Vi giocò fino al termine della carriera nel 2008, raggiungendo il Super Bowl XLI nel 2006, perso contro gli Indianapolis Colts.

## Palmarès

### Franchigia
- National Football Conference Championship: 1

Chicago Bears: 2006

## Statistiche
| Partite             | 148 |
| Partite da titolare | 138 |